# Iglesia de San Carlos (San Carlos)
La Iglesia de San Carlos Borromeo es un templo católico ubicado en la localidad de San Carlos, Salta, en el norte de Argentina. Fue construida entre 1801 y 1854, principalmente para alojar a la imagen de San Carlos Borromeo, patrón de la ciudad. Es la iglesia de mayor tamaño de los Valles Calchaquíes, la única que posee crucero y cúpula de esa región y está construida en su mayor parte con adobe. En 1942 fue declarada Monumento Histórico Nacional.

## Historia
En 1719 Fernando de Lisperguer y Aguirre edificó una capilla en su hacienda de San Carlos para alojar a la imagen de San Carlos Borromeo. El edificio actual fue construido desde 1801 hasta 1854. Los temblores ocurridos en 1930 provocaron la caída del techo original, que fue remplazado por cabriadas y chapas de zinc.